# Недім Гюнар
Недім Гюнар (тур. Nedim Günar, 1 січня 1932, Бандирма, Туреччина — 7 вересня 2011, Стамбул, там же) — турецький футболіст, що грав на позиції захисника. Виступав за клуби «Фенербахче» та «Вефа», а також національну збірну Туреччини. 
По завершенні ігрової кар'єри працював тренером. Очолював стамбульський клуб «Фенербахче», а також «Чайкур Різеспор» з міста Ризе.

## Клубна кар'єра
У дорослому футболі Недім Гюнар дебютував 1948 року виступами за команду клубу «Фенербахче», в якій провів тринадцять сезонів, взявши участь у ста сорока шести матчах чемпіонату, у яких захиснику вдалося відзначитись одним забитим м'ячем. За час виступів встиг двічі стати чемпіоном країни: у сезонах 1958/59 та 1960/61.
Протягом 1961—1962 років Недім захищав кольори команди стамбульського клубу «Вефа». За сезон Гюнар провів двадцять два матчі, а також відзначився одним влучним ударом.
Завершив професійну ігрову кар'єру у клубі «Фенербахче», у складі якого вже виступав раніше. Після перерви на один сезон повернувся до команди 1962 року, захищав її кольори до припинення виступів на професіональному рівні 1963 року. За останній сезон провів три матчі в чемпіонаті.

## Виступи за збірну
1954 року дебютував в офіційних матчах у складі національної збірної Туреччини. Протягом кар'єри у національній команді, яка тривала два роки, провів у формі головної команди країни два матчі.
У складі збірної був учасником чемпіонату світу 1954 року, що проходив у Швейцарії. Був у заявках на матчах з Південною Кореєю (перемога з рахунком 7:0) та Німеччиною (поразка з рахунком 7:2; матч-плей-оф за вихід з групи: за тодішньою системою у групі грали тільки сіяні збірні проти несіяних, несіяна Німеччина виграла у сіяної Туреччини перший матч і програла Угорщині, Туреччина свій матч проти несіяної Південної Кореї виграла; оскільки в Німеччини та Туреччини була однакова кількість очок, між ними був проведений матч плей-оф).

## Кар'єра тренера
Розпочав тренерську кар'єру, повернувшись до футболу після тривалої перерви, 1976 року, очоливши тренерський штаб клубу «Фенербахче».
Останнім місцем тренерської роботи був клуб «Чайкур Різеспор», головним тренером команди якого Недім Гюнар був протягом 1986 року.